# Buskers Bern Strassenmusik-Festival

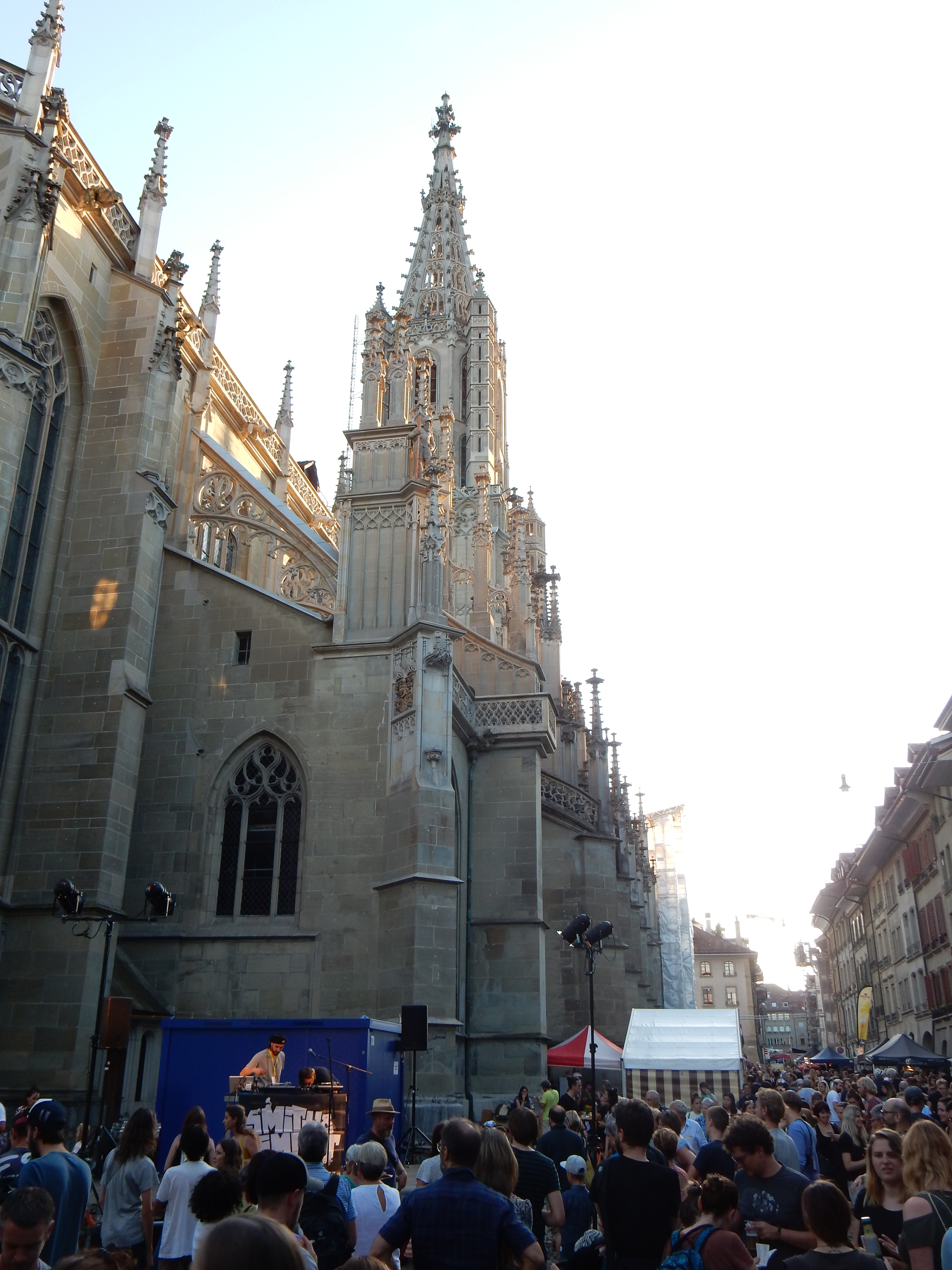
Buskers Bern: ein Konzert neben dem Berner Münster (2019)

Das Buskers Bern ist ein dreitägiges internationales Festival der Strassenkünstler, das seit 2004 jährlich Mitte August in Bern, Schweiz, stattfindet. In den Jahren 2020 und 2021 musste das Festival wegen der Corona-Pandemie abgesagt werden.
Organisiert wird das Festival vom gleichnamigen, nicht gewinnorientierten Verein.

## Festival
| Jahr | Besucher | Gruppen |
| ---- | -------- | ------- |
| 2004 | 25'000   | 29      |
| 2005 | 30'000   | 32      |
| 2006 | 30'000   | 30      |
| 2007 | 50'000   | 30      |
| 2008 | 50'000   | 33      |
| 2009 | 80'000   | 33      |
| 2010 | 60'000   | 33      |
| 2011 | 80'000   | 35      |
| 2012 | 75'000   | 35      |
| 2013 | 65'000   | 40      |
| 2014 | 70'000   | 41      |
| 2015 | 75'000   | 41      |
| 2016 | 77'000   | 41      |
| 2017 | 65'000   | 44      |
| 2018 | 70'000   | 45      |
| 2019 | 75'000   | 39      |
| 2022 | 65'000   | 39      |
| 2023 | 67’000   | 42      |
| 2024 | 69’000   | 41      |
| 2025 |          | 41      |

Busker ist ursprünglich die englische Bezeichnung für Strassenmusikanten, umfasst aber im Zusammenhang mit dem Festival alle Bereiche der Strassenkunst und des Strassentheaters, wie Jonglage, Akrobatik, Clownerie, Zauberkunst oder Stand-up-Comedy.
Während des Festivals geben rund 40 Künstlergruppen aus aller Welt auf verschiedenen Bühnen und Plätzen der Stadt über 300 Performances.

## Besucher
Das Buskers Bern ist jeweils sehr gut besucht, obschon gleichzeitig jeweils die Street Parade in Zürich stattfindet. Im Jahr 2009 nahmen über 80'000 Besucher teil. Der Eintritt in die Altstadt ist frei, jedoch können für 20 oder 30 Franken Gönnerbändchen (Schweizerdeutsch „Bändeli“) gekauft werden. Im Jahr 2024 wurden 23'000 Bändchen verkauft.

## Bildergalerie

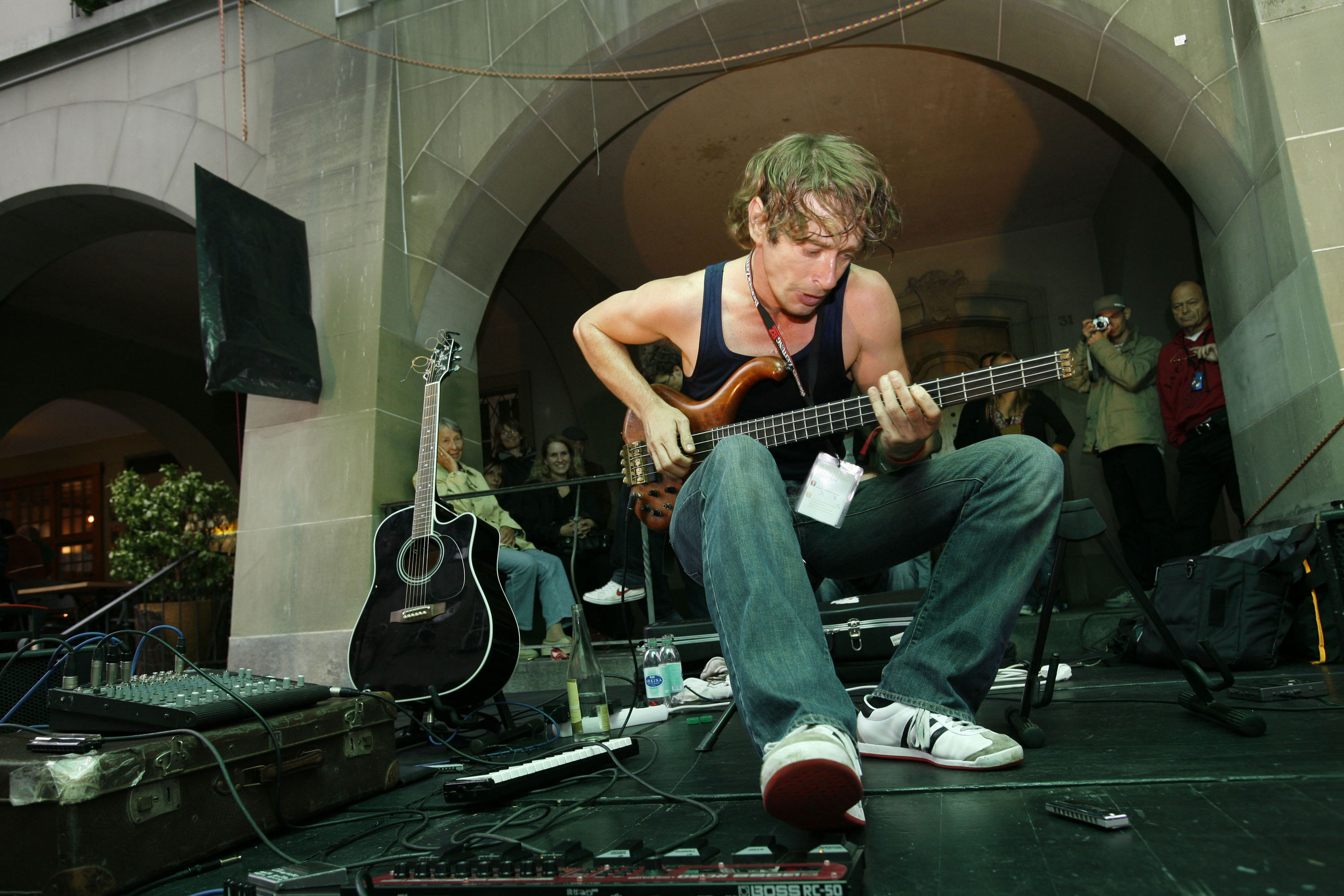
Der deutsche Musiker Ricoloop (2007)
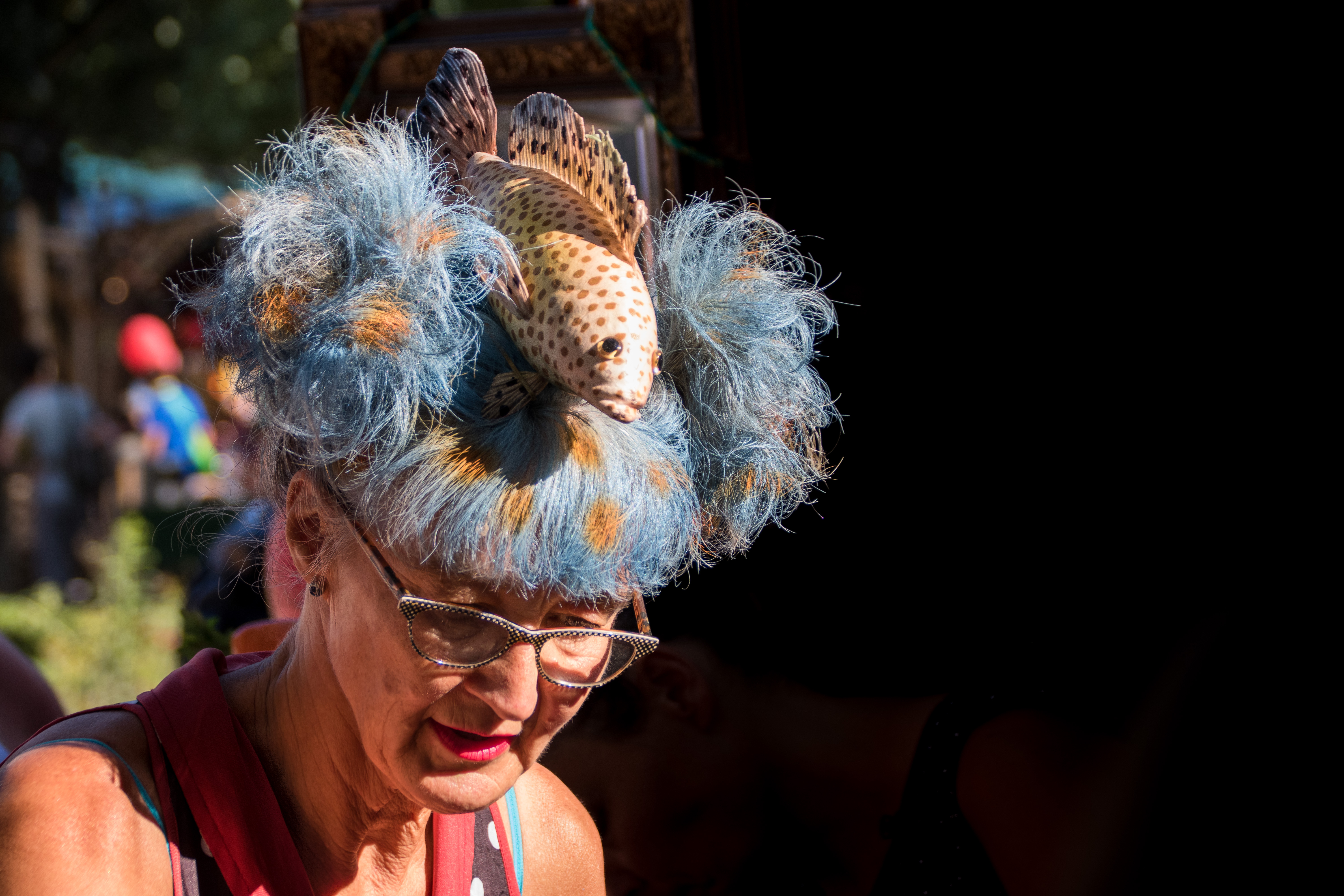
Kreativer Kopfschmuck (2018)
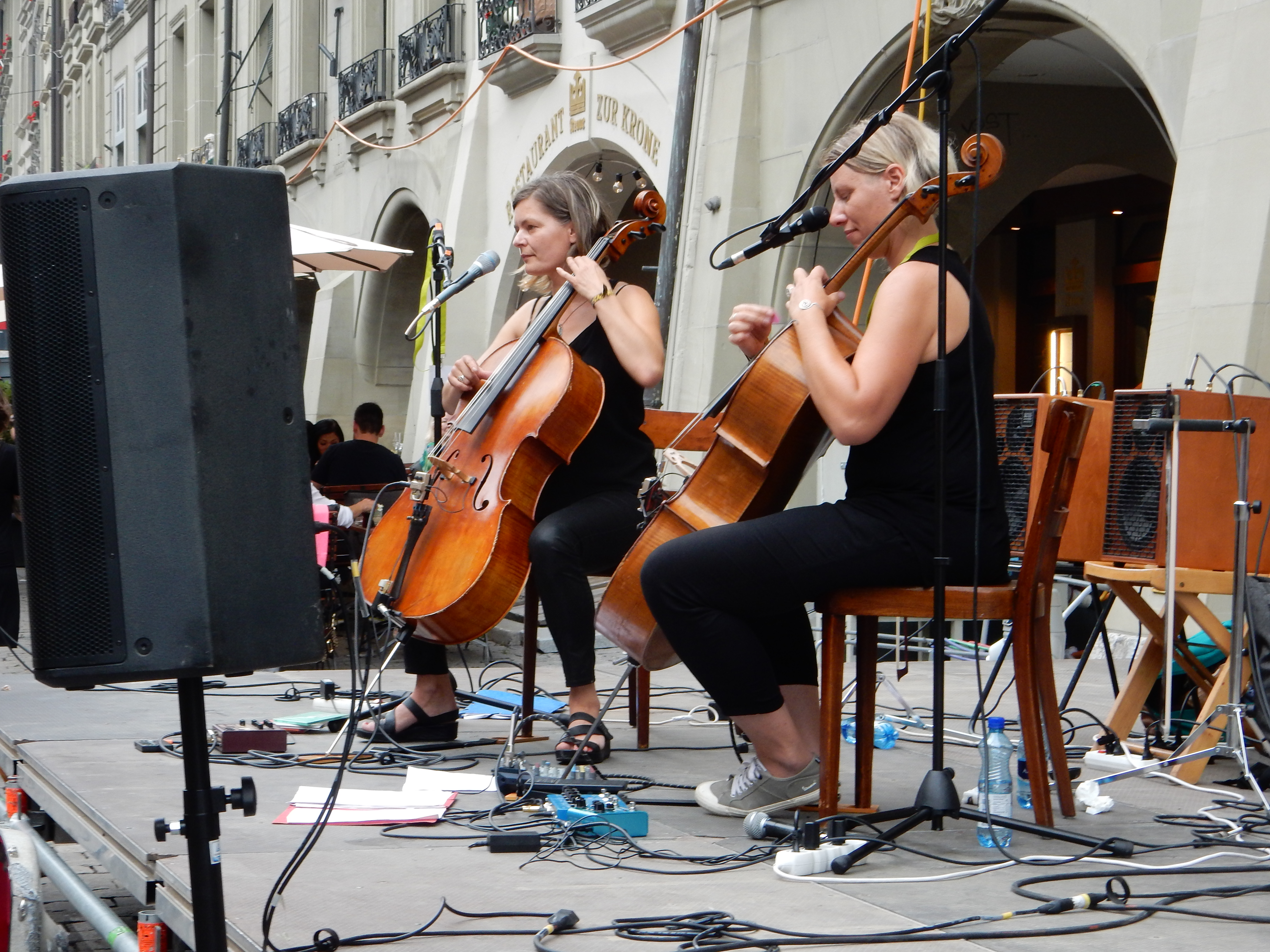
Das Duo Tara Fuki (2019)
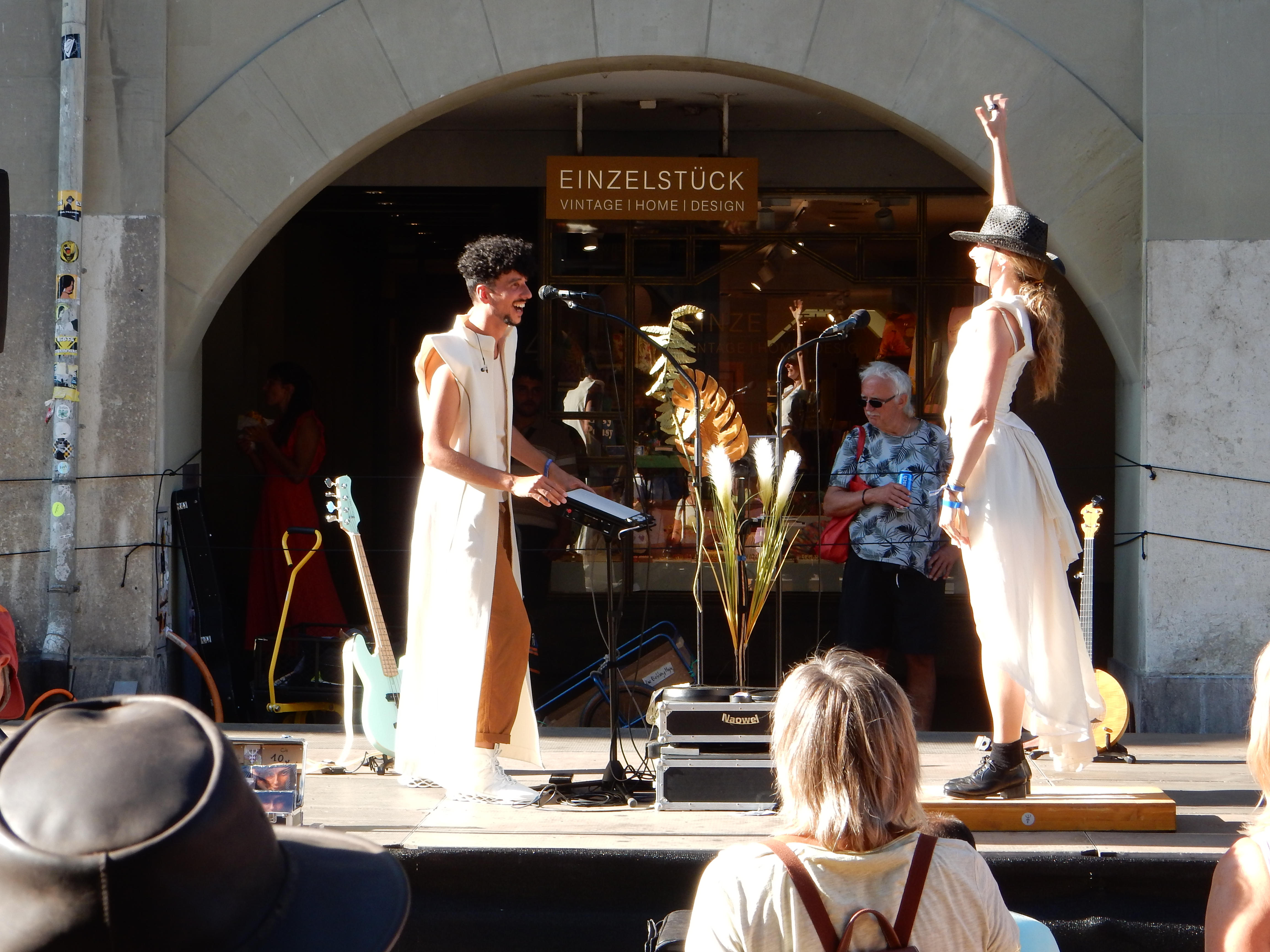
Naowel (2025)